# لورا براغ
لورا براغ (بالإنجليزية: Laura Bragg)‏ هي أمينة فنية أمريكية، ولدت في 9 أكتوبر 1881 في ماساتشوستس في الولايات المتحدة، وتوفيت في 16 مايو 1978 في تشارلستون في الولايات المتحدة.